# Kovács Gergő (vízilabdázó)
Kovács Gergő (Budapest, 1995. szeptember 2. –) világliga ezüstérmes, világkupa aranyérmes magyar válogatott vízilabdázó.

## Eredményei

### Klubcsapattal
- Magyar bajnokság
  - Aranyérmes: 2021
  - Ezüstérmes: 2017, 2019
  - Bronzérmes: 2018
- LEN-Európa-kupa
  - győztes: 2021[1]

### Válogatottal
- Világliga
  - Ezüstérmes: 2018
- Világkupa
  - Aranyérmes: 2018
- Junior világbajnokság
  - bronzérmes: 2015